# Tempio di Minerva (Foro Transitorio)
Il Tempio di Minerva coronava il lato breve del Foro di Nerva (o Foro Transitorio) nei Fori Imperiali a Roma.
Il tempio si ergeva su un alto podio e presentava sulla facciata sei colonne e tre sulla parte anteriore dei lati. Il retro era nascosto alla vista dalla piazza da due ali di muro, che nascondevano alla vista l'alto muro dell'esedra del Foro di Augusto e il passaggio verso la Porticus absidata.
La cella era dotata di abside, secondo una tipologia architettonica affermatasi nell'età imperiale.
Il tempio era dedicato a Minerva, una divinità particolarmente cara a Domiziano (l'imperatore responsabile della costruzione del Foro Transitorio), e venne completato entro il 97 d.C.
Il tempio era ancora ben conservato nel XVI secolo, ma nel 1606 papa Paolo V ne destinò i materiali alla costruzione della fontana dell'Acqua Paola sul Gianicolo. Altri furono riciclati per la cappella Borghese in Santa Maria Maggiore.
Oggi si conservano soltanto scarsi resti del podio e diversi elementi della sua decorazione architettonica, tra cui un blocco della cornice del frontone. Nel Museo dei Fori Imperiali ai Mercati di Traiano è esposto un frammento del fregio, con bucrani e strumenti sacrificali, simile a quello presente sul coevo tempio di Vespasiano, intagliato su lastre applicate ai blocchi della trabeazione. Sul lato frontale, come si vede dai disegni precedenti alla demolizione seicentesca, fregio e architrave erano invece occupati dall'iscrizione dedicatoria.